# ジョルディ・ムブラ
ジョルディ・ムブラ・ケラルト（Jordi Mboula Queralt, 1999年3月16日 - ）は、スペイン・カタルーニャ州バルセロナ県グラノリェース出身のサッカー選手。ラシン・サンタンデール所属。ポジションはミッドフィールダー。

## 経歴
1999年にコンゴ人の父とスペイン人の母との間にグラノリェースで生まれる。2010年からFCバルセロナのユースチームに所属し、2017年、FCバルセロナBに昇格した。2017年7月21日、ASモナコに移籍した。
2020年1月、SDウエスカへレンタル移籍。
2020年9月17日、RCDマヨルカへ4年契約で完全移籍。
2022年1月31日、プリメイラ・リーガのGDエストリル・プライアに2021-22シーズン終了までレンタル移籍をした。
2023年7月11日、セリエAに所属していたエラス・ヴェローナFCへ移籍し、4年契約を交わした。
2024年2月1日、古巣ラシン・サンタンデールに復帰し、2023-24シーズン終了時までの契約を結んだ。

## 代表歴
スペイン代表として2016年、UEFA U-17欧州選手権に出場した。